# Laguna Quitasombrero
A  Laguna Quitasombrero  é um lago localizado na Guatemala. Localiza-se no departamento de Escuintla, Município de San José.